# Се (Ангра-ду-Эроишму)
Се (порт. Sé) — район (фрегезия) в Португалии, входит в округ Азорские острова. Расположен на острове Терсейра. Является составной частью муниципалитета Ангра-ду-Эроижму. Население составляет 1200 человек на 2001 год. Занимает площадь 1,84 км².
Покровителем района считается Иисус Христос (порт. São Salvador). Название фрегезии происходит от разговорного Sé, в Португалии означающее кафедральный собор. Во фрегезии расположены собор Ангра-ду-Эроишму и бывший монастырь Святого Франциска, ныне музей.